# 산상수훈 (영화)
《산상수훈》은 2017년에 개봉한 대한민국의 영화이다.

## 캐스팅
- 백서빈 : 도윤 역
- 정준영 : 석진 역
- 오경원 : 주성 역
- 박창준 : 인성 역
- 설준수 : 용석 역
- 최이선 : 은호 역
- 탁우석 : 요한 역
- 최현우 : 현진 역